# خوسيه إينيس سالازار
خوسيه إينيس سالازار (بالإسبانية: José Inés Salazar)‏ هو عسكري مكسيكي، ولد في 1884 في Casas Grandes, Chihuahua ‏ في المكسيك، وتوفي في 1917.